# 自嘲
自嘲（英文：self-deprecation）是指透過輕視、貶損或懲罰自己或自謙的行為。可以用於釋放壓力和營造幽默。